# سیارک ۱۴۸۱۸
سیارک ۱۴۸۱۸ (به انگلیسی: 14818 Mindeli، نامگذاری:1982UF7)۱۴۸۱۸مین سیارک کشف شده‌است که در ۲۱ اکتبر ۱۹۸۲ کشف شد.